# Aitor Irusta
Aitor Irusta Olano, llamado Irusta, (Arbácegui y Guerricaiz, Vizcaya, 8 de mayo de 1992) es un pelotari español de pelota vasca en la modalidad de mano, juega en la posición de zaguero en la empresa Garfe.